# Kirchenarchäologie
Kirchenarchäologie ist ein Teilbereich der Archäologie, insbesondere der Siedlungsarchäologie und teilweise auch der Stadtarchäologie, der sich hauptsächlich mit der Baugeschichte von Kirchen, dem Bestattungswesen in den Kirchen und im direkten Umfeld der Kirchen, aber auch mit nicht direkt zum Kirchenbau gehörenden Kleinfunden beschäftigt.
Insbesondere aus den Verlusten der Kollekten ergaben sich oftmals über Jahrhunderte reichende Ansammlungen von kleinen Scheidemünzen, die häufig zwischen die Ritzen der Bodenplatten fielen. Markus Agthe errechnet für die Dorfkirche zu Beesdau für die Zeit von 1800 bis 1880 eine jährliche Verlustrate von 0,98 bis 0,08 Prozent. Dies entsprach etwa drei verlorener Fundmünzen im Wert von durchschnittlich 3,6 Pfennig pro Jahr.
Giesen weist anhand von Fundmünzen von der 2. Hälfte des 13. Jahrhunderts bis zur 2. Hälfte des 18. Jahrhunderts, die bei einer Ausgrabung einer Kirche in Bremerhaven-Wulsdorf gefunden wurden nach, dass das 15. und 16. Jahrhundert vergleichsweise fundmünzenarm ist und schlussfolgert, dass mit der Einführung der Reformation in Norddeutschland der Zufluss von Münzen in die Kirchen versiegt. Er vermutet, dass die Erfahrungen des Dreißigjährigen Krieges den Menschen die Hoffnung genommen habe, durch Kirchenopfer Schäden abzuwenden.